# Snow White & the Huntsman
Snow White and the Huntsman (titulada Blancanieves y la leyenda del cazador en España y Blanca Nieves y el cazador en Hispanoamérica) es una película de acción, aventura y fantasía del 2012, basada en el cuento de hadas alemán "Blancanieves" recopilado por los hermanos Grimm. Está dirigida por Rupert Sanders, y escrita por Evan Daugherty, John Lee Hancock y Hossein Amini.
El reparto incluye a Kristen Stewart como Blancanieves, Charlize Theron como la reina Ravenna, Chris Hemsworth como Eric, el cazador, Sam Claflin como William, amigo de la infancia de Blancanieves y Bob Hoskins como el vidente enano. La película recibió dos nominaciones en la ceremonia No, 85 de los premios Oscar, en las categorías de los mejores efectos visuales y mejor vestuario. Fue un éxito en la taquilla, ganando $396,6 millones de dólares en el mundo. Los críticos elogiaron el diseño de producción y la partitura musical de James Newton Howard. Las actuaciones de Theron y Hemsworth fueron elogiadas. Stewart y Claflin recibieron críticas mixtas por sus actuaciones, al tiempo que el guion por Daugherty y Hancock fue criticado.
La secuela, titulada El cazador y la reina del hielo se estrenó en abril de 2016, con Charlize Theron, Chris Hemsworth, Emily Blunt y Jessica Chastain.

## Argumento
La película comienza a ser narrada por una grave voz masculina que nos cuenta que una vez, al final del invierno, una reina vio una rosa roja floreciendo a pesar del frío. Mientras admiraba la hermosa rosa roja, la reina se pincha el dedo con una espina de la rosa roja y deja caer tres gotas de sangre en la nieve blanca. En ese momento la reina desea que ella pudiera tener una niña con labios rojos como la sangre, la piel blanca como la nieve, cabello negro como alas de cuervo y con una fuerza y valentía tan fuerte como la de esa rosa roja, floreciendo desafiante al frío del invierno. Unos meses después, la reina da a luz a una hija, poniéndole de nombre Blancanieves.
La pequeña princesa Blancanieves (Raffey Cassidy) vive feliz a lado de su padre y de su madre, el Rey Magnus (Noah Huntley) y la Reina Eleanor (Liberty Ross). Tras la muerte de la Reina Eleanor, su propia y primera esposa, el Rey Magnus se enamora de una poderosa hechicera llamada Ravenna (Charlize Theron), a quién rescata del ejército oscuro, conformado por una tropa de soldados de cristal invencibles que han esclavizado muchos reinos aledaños. El Rey Magnus queda tan prendado de la impresionante belleza de Ravenna que decide hacerla su nueva y segunda esposa al día siguiente de conocerla. Mientras las sirvientas preparan a Ravenna para su boda con el Rey Magnus, el padre de Blancanieves, esta le dice a la pequeña princesa Blancanieves que nunca reemplazará a su madre y que tienen dos cosas en común: ambas son bellas y perdieron a sus respectivas madres a temprana edad. Luego de la pequeña charla el Rey Magnus y Ravenna se casan, pero Ravenna -quién resulta ser una poderosa y maligna hechicera y la verdadera líder del Ejército Oscuro- asesina al Rey Magnus, el padre de Blancanieves, en su noche de bodas después de reclamarle que los hombres como el Rey Magnus explotan la belleza de las mujeres y luego las dejan. Mientras Ravenna toma el control del reino y se hace ella misma la nueva y segunda reina del reino, el Duque Hammond (Vincent Regan), el guerrero más leal al rey, intenta ayudar a Blancanieves a escapar del castillo pero falla cuando es capturado por Finn (Sam Spruell), el hermano de Ravenna. Blancanieves es encerrada en los calabozos mientras Ravenna consulta al espejo mágico (Christopher Obi Ogugua), quien le dice que otro reino ha caído por su belleza y que sigue siendo "la más bella de todas". Durante los siguientes años, Ravenna captura a todas las mujeres que cree que su belleza puede superar la de ella y les absorbe su juventud.
Quince años después, la Reina Ravenna siente que su poder ha disminuido. El espejo mágico le dice que su hijastra Blancanieves (Kristen Stewart), que ha alcanzado la mayoría de edad, está destinada a sobrepasarla y a superarla en belleza; razón por la cual su poder se debilita. El espejo le dice que tiene que consumir el corazón de la joven Blancanieves para poder vivir eternamente. Ravenna entonces le ordena a Finn que traiga a Blancanieves, pero ella logra escaparse, y tras lograr huir del calabozo y del castillo de Ravenna, Blancanieves se refugia en el Bosque Oscuro. Impotente en el Bosque Oscuro, la Reina Ravenna localiza a un cazador llamado Eric (Chris Hemsworth), un viudo, que ahoga sus penas en el alcohol; y que sobrevivió a una expedición de caza en el Bosque Oscuro en algún momento del pasado y le ordena escoltar a Finn y sus hombres en la búsqueda de su hijastra. A cambio, se compromete a revivir a su difunta esposa, Sara. 
Eric encuentra pronto a Blancanieves, solo para ser sorprendido por su belleza y su afirmación de que la Reina Ravenna lo traicionará. Interroga a Finn y de inmediato se entera de que es imposible resucitar a los muertos - por lo cual enfurece. Eric, el cazador, ayuda a Blancanieves a escapar con la promesa de acompañarla al castillo del duque de Hammond, a cambio de una pequeña recompensa de oro. Hammond se entera de que Blancanieves está viva y ha huido hacia el Bosque Oscuro, mientras que su hijo William (Sam Claflin) - que era amigo de la infancia de Blancanieves (a quien ama en secreto)- se hace pasar por un mercenario y se une al pequeño grupo de Finn con el fin de encontrarla y protegerla.
A lo largo del camino, Eric le enseña a Blancanieves cómo defenderse, diciéndole cómo emplear su baja estatura como ventaja e ir directamente al corazón de los oponentes. Los dos logran llegar al borde del Bosque Oscuro, pero cuando cruzan un puente son atacados por un Troll. El cazador intenta luchar contra el Troll, pero pronto lo deja inconsciente. Blancanieves salta delante del cazador antes de que la criatura pueda matarlo; Eric se despierta solo para ver al Troll y a Blancanieves mirándose el uno al otro hasta que el Troll inclina su cabeza y se aleja.
Después de eso, la pareja encuentra refugio en un pueblo donde todas las mujeres se han desfigurado el rostro con el fin de salvarse de la búsqueda de la Reina Ravenna. Aquí es donde Eric se entera de la verdadera identidad de Blancanieves por boca de una de las aldeanas y llega a la conclusión de que estaría más segura sin él, por lo que se va del pueblo en medio de la noche. Sin embargo, el pueblo es atacado por Finn y sus hombres, prendiendo fuego a las casas de la gente. William busca desesperadamente a Blancanieves, pero ella escapa. Además de ayudar a las mujeres a huir en botes, Blancanieves es capturada por uno de los hombres de Finn, pero es salvada por Eric, quien escuchó el ataque y regresó para ayudar. Las mujeres logran escapar por el río y el par huye a los pantanos.
De vuelta en el castillo, la Reina Ravenna recuerda su infancia muchas vidas atrás. Cuando su aldea fue atacada por los caballeros de un rey, su madre lanzó un hechizo sobre ella, derramando tres gotas de sangre de la niña en la leche blanca, ordenándole beberla. Su madre le dijo que su belleza iba a ser su poder, pero le advirtió que el hechizo, dado que es más justo por la sangre de la Reina Ravenna, la sangre justa puede deshacerlo. La Reina Ravenna y su hermano son capturados por los hombres del rey, mientras que su madre grita detrás de ellos "¡vénganos!"
Finalmente en el bosque, el cazador le pide perdón a Blancanieves por abandonarla y le da su palabra de que la llevará con el Duque Hammond. De repente, son emboscados y atados por una banda de enanos con un viejo rencor contra el cazador - que consta de Muir (Bob Hoskins), Beith (Ian McShane), Gorth (Ray Winstone), Coll (Toby Jones), Duir (Eddie Marsan), Quert (Johnny Harris), Nion (Nick Frost), y Gus (Brian Gleeson). Los otros están a punto de matar a los viajeros capturados cuando Muir utiliza sus poderes de premonición para descubrir la identidad de Blancanieves, identificándola como la única persona que puede derrotar a Ravenna y su reinado de terror. Ellos se disponen a ayudarla y la escoltan al Santuario, el hogar de las hadas; ahí Blancanieves descubre el mundo más mágico y hermoso que había visto en su vida y mientras explora aquel fantástico lugar, es atraída por el Espíritu del Bosque, el cual tomó forma de ciervo blanco. Los enanos y el cazador miran asombrados la escena cuando de repente son atacados. El gran ciervo blanco es herido por una flecha y rápidamente huye, convirtiéndose en cientos de pequeñas mariposas. Mientras tanto, Blancanieves, el cazador y los enanos se preparan para el combate. El cazador lucha contra Finn y logra darle muerte al empalarlo contra un tronco caído. Por otra parte, Gus es herido de muerte al salvar a Blancanieves de una flecha y justo cuando el mismo arquero la iba a asesinar, el Príncipe William llega justo a tiempo para salvarla, matando al arquero enemigo. William se disculpa con Blancanieves por haberla abandonado en el castillo y le dice que la había creído muerta todos esos años, motivo por el cual no había ido a rescatarla. Blacanieves le dice que no tiene nada que disculpar y le recuerda que ya no son unos niños.
Todos juntos incineran el cuerpo del enano difunto y luego siguen su camino hasta el refugio del Duque de Hammond. En el camino hacen una pausa y, mientras los demás duermen, Blancanieves se despierta y camina sola cuando de repente aparece William; ella se deja seducir y lo besa en los labios, él saca una manzana como cuando eran niños, pero ella se la arrebata de las manos bromeando y la muerde, cayendo instantáneamente envenenada por Ravenna, quien se había transformado en el príncipe William para engañarla. El cazador despierta y nota la ausencia de Blancanieves, por lo cual él y William salen en su búsqueda, llegando justo a tiempo para evitar que la Reina le sacara el corazón y se lo comiera. Ambos hombres luchan contra Ravenna, quien se convierte en decenas de cuervos y se va.
El cazador y el príncipe se encuentran desconsolados, William se acerca al cuerpo tendido de la hermosa joven y la besa en los labios, pero Blancanieves no despierta. Entre todos la trasladan al refugio del Duque Hammond y cuando llegan todos lloran por ella. La joven es llevada a una enorme habitación donde es preparada con ropajes blancos. El cazador, bebiendo licor a causa del dolor de esa pérdida, se acerca al cuerpo de la joven princesa y le dice que él amó a Sara, su esposa, pero que ella, Blancanieves, había logrado llenar nuevamente el vacío de esa pérdida y que se sentía triste porque les había fallado a ambas justo en el momento que más lo necesitaban. Con lágrimas en los ojos, el cazador la besa en los labios y sale de la habitación justo antes de que la joven despertara de su profundo sueño con aquel beso de su verdadero amor. Tras la alegría por la resurrección de Blancanieves, ésta convence al duque y a sus hombres de que la acompañen al castillo de la reina Ravenna, ya que ella es la única capaz de matarla.
La guerra se inicia y la reina lanza bolas de fuego desde su castillo para evitar que entren, pero los enanos logran abrir la puerta y Blancanieves entra con los demás guerreros. Llega a la habitación del espejo y encuentra a Ravenna esperándola. Los demás llegan al salón, pero la reina crea soldados artificiales para distraerlos. Provoca a Blancanieves para que intente matarla y ella corre hacia la Reina Ravenna, solo para ser arrojada contra la pared. La Reina Ravenna entonces se mete al fuego, y le enseña a Blancanieves que nada le puede hacer daño. Sale del fuego y se abalanza sobre Blancanieves para matarla, pero esta recuerda la técnica que el cazador le enseñó y apuñala a Ravenna en el corazón. Finalmente, la Reina Ravenna se convierte en una anciana decrépita y muere retorciéndose bajo su espejo mágico.
Se siente un ambiente diferente, las flores vuelven a crecer y el reino se recupera. El hijo del duque, el cazador y el duque sobrevivieron, pero Blancanieves sabe que a quien realmente ama es a Eric, el cazador. La película termina con la coronación de Blancanieves, donde asisten todas las personas que la habían ayudado, excepto el cazador. La nueva reina siente tristeza ante la ausencia de Eric, pero al verlo entrar en la iglesia, una sonrisa aparece en su rostro.

## Reparto
- Kristen Stewart como Blancanieves.
  - Raffey Cassidy interpretó a la joven Blancanieves.
- Charlize Theron como la Reina Ravenna.
  - Izzy Meikle-Small como la joven Ravenna
- Chris Hemsworth como Eric, el Cazador.
- Sam Claflin como William, hijo del duque.
  - Xavier Atkins como el joven William.
- Sam Spruell como Finn, hermano de la Reina Ravenna.
  - Elliot Reeve como el joven Finn.
- Vincent Regan como el Duque Hammond.
- Christopher Obi Ogugua como El Espejo.
- Liberty Ross como la Buena Reina Eleanor, la buena madre de Blancanieves.
- Noah Huntley como el Rey Magnus, el padre de Blancanieves.
- Hattie Gotobed como Lily.
- Christopher Obi como la voz del hombre del espejo, la forma física del espejo mágico.
- Lily Cole como Greta.
- Rachael Stirling como Anna.
- Peter Ferdinando como el Caballero Negro.
- Greg Hicks como el General Oscuro Knight.
- Anastasia Hille como la madre de Ravenna.

Los enanos
Los enanos fueron interpretados por actores de altura media que tenían sus caras superpuestas digitalmente en cuerpos pequeños. Eso causó una protesta de Little People of America.
- Ian McShane como Beith, el Líder de los Enanos.
- Nick Frost[9] como Nion, la mano derecha de Beith.
- Bob Hoskins como Muir, el enano anciano ciego, que posee los poderes de premonición. Este fue el último papel de Hoskins antes de su retiro de la actuación (y su muerte) debido a la enfermedad de Parkinson.
- Toby Jones como Coll, el hermano de Duir.
- Eddie Marsan como Duir,  hermano de Coll.
- Ray Winstone como Gorth, el enano del mal genio.
- Brian Gleeson como Gus, el más joven de los enanos que se enamora de BlancaNieves y más tarde se sacrifica para salvarla.
- Johnny Harris como Qhert, el hijo de Muir.

## Producción

### Desarrollo

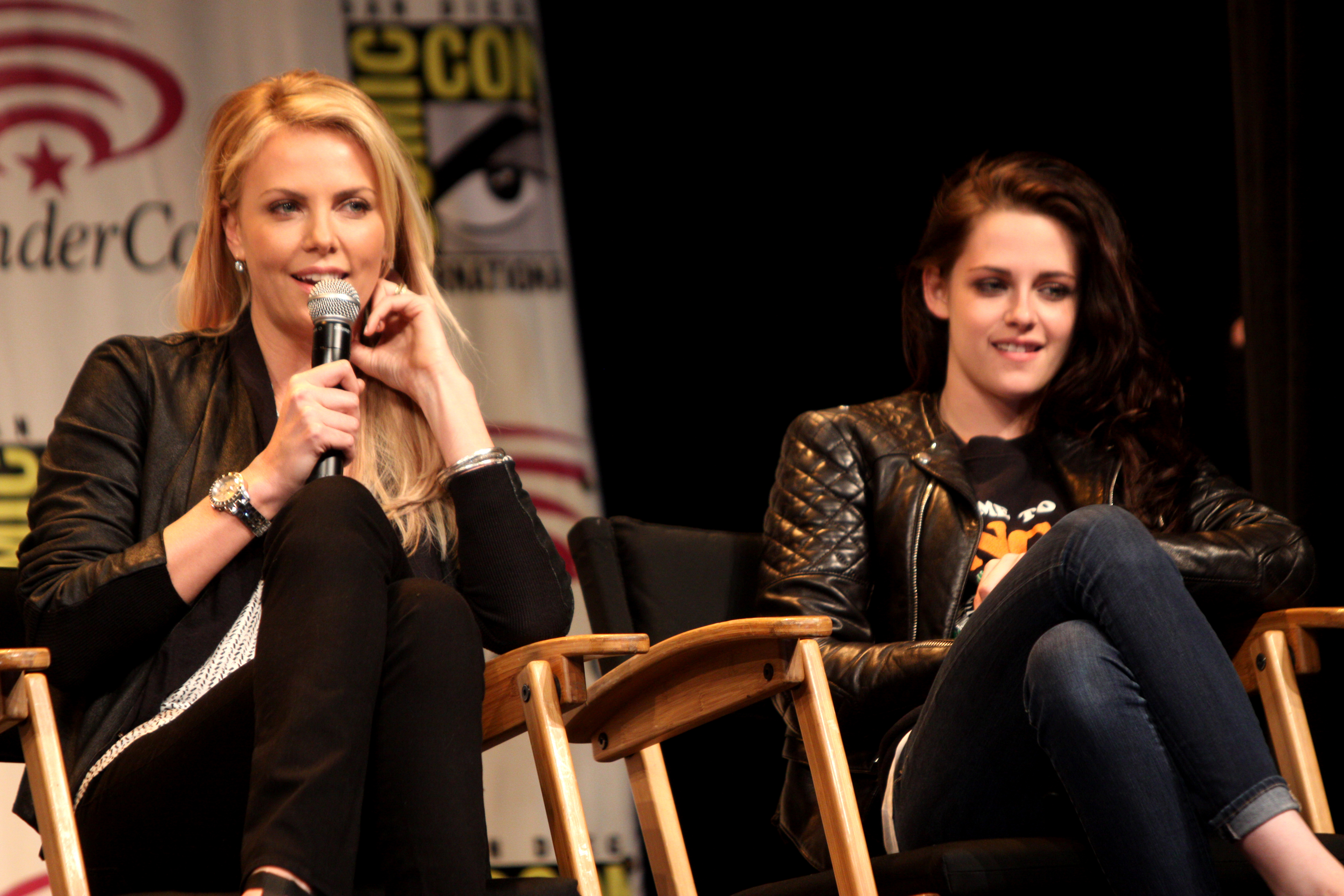
Charlize Theron y Kristen Stewart en la WonderCon de 2012 promocionando Blanca Nieves y el Cazador.

Evan Daugherty inicialmente escribió el guion en 2003, cuando estaba estudiando en la NYU. Los re inicios de los cuentos de hadas no eran un género popular y de acuerdo con Daugherty "nadie sabía qué hacer con él" Más problemas llegaron con el estreno de Los hermanos Grimm (2005), de Terry Gilliam , que fracasó en la taquilla, lo que provocó que los compradores potenciales fueran vacilantes sobre el guion.  El guion fue finalmente aceptado, tras el éxito de Alicia en el país de las maravillas (2010) de Tim Burton.

### Reparto
Los productores consideraban que el papel de Blancanieves debería ser para una actriz no tan conocida, dentro de las candidatas a interpretarla se encontraban Riley Keough, Felicity Jones, Bella Heathcote, Alicia Vikander y Rachel Maxwell. Esta idea se hizo menos probable cuando se anunció que actrices más conocidas estarían en el reparto, tales como Dakota Fanning y cuando se comenzó a rumorear que Kristen Stewart estaría en el papel principal.  El 4 de marzo de 2011, una serie de tuits del coproductor Palak Patel confirmó que a Stewart se le había ofrecido el papel. Winona Ryder fue inicialmente considerada para interpretar a la reina Ravenna, antes de que el papel fuera para Charlize Theron. Tom Hardy rechazó la oferta para interpretar a Eric, el Cazador. El papel fue luego aparentemente ofrecido a Michael Fassbender, y luego a Johnny Depp, pero ambos afirman haber dado una respuesta negativa. Viggo Mortensen decía que había estado en negociaciones con Universal para el papel, pero supuestamente rechazó el papel,  se alegó que a Hugh Jackman se le ofreció el papel, pero que él se negó.  En 2011, la estrella de Thor, Chris Hemsworth fue finalmente elegida para el papel del Cazador.

### Filmación

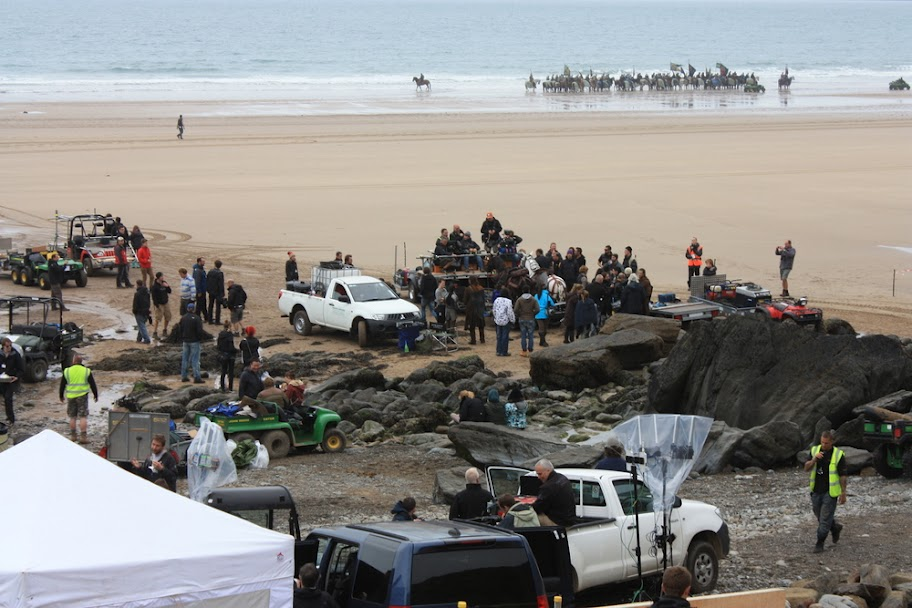
La filmación de la película Snow White & the Huntsman en Marloes Sands

La fotografía principal se tomó en Gales (Reino Unido).  Las escenas de la playa se rodaron principalmente en Pembrokeshire (Gales) en la playa de Marloes Sands, cerca del pueblo de Marloes entre el 26 y 29 de septiembre de 2011. Aunque la playa no estaba cerrada al público durante el rodaje, éste prosiguió, y se aconsejó fijar límites. Un castillo generado por computadora se ubicó en la cercana isla de Gateholm. La película utilizó consultores académicos de la Universidad de Chichester y la Universidad de Oxford para la copia de seguridad en la investigación sobre cuentos de hadas y batallas medievales.  La banda inglesa Florence and the Machine grabó "Breath of Life" exclusivamente para la película, según los informes,  se inspiró en el personaje de Theron, como la reina Ravenna.

## Estreno
La película se estrenó el 14 de mayo de 2012, en el Empire, Leicester Square, en Londres.

### Medios caseros
La película fue lanzada en DVD y Blu-ray en la Región 1, el 11 de septiembre de 2012  tanto con la versión teatral (127 minutos) y una versión extendida (132 minutos) disponibles en ambos formatos. La película fue lanzada en los mismos formatos de la Región 2, el 1 de octubre de 2012.

## Recepción

### Taquilla
Blancanieves y la leyenda del cazador ganó  $155.332.381 millones de dólares en América del Norte, junto con  $241,260,448 millones en otros territorios, para un total mundial de  $396.592.829. En América del Norte, la película obtuvo  $ 1.383.000 millones de dólares por proyecciones de medianoche.  Por su jornada de apertura, la película encabezó la taquilla con  $20.468.525.  Se estrenó en primer lugar en la taquilla durante su primer fin de semana con $ 56.217.700. Es la decimoséptima película más taquillera de 2012. Fuera de Norteamérica, Blancanieves y el Cazador tuvo una abertura de  $39,3 millones de dólares, ocupando el segundo lugar general para el fin de semana detrás de Hombres de Negro 3; sin embargo, alcanzó el puesto número 1 en 30 países.